# 대한치과위생사협회
대한치과위생사협회(大韓齒科衛生師協會, Korean Dental Hygienists Association, 약칭: K.D.H.A)는 국민의 구강건강증진 및 공중구강보건의 연구발전을 도모하고 회원의 권익보호와 복지향상, 윤리 확립을 위해 설립된 대한민국 보건복지부 소관 사단법인이다. 서울특별시 동대문구 고산자로 566 치과위생사회관에 위치하고 있다.

## 설립근거
- 의료법 제28조[1]

## 연혁
- 1977년 12월 17일: 대한치과위생사협회 발기인 총회 개최 (초대 회장 김숙향)

## 조직

### 대의원회

#### 대한치과위생사협회장
- 감사
- 명예회장
- 고문
- 자문위원
- 부회장
- 이사회
- 사무처

##### 시도회
- 서울특별시회
- 경기도회
- 인천광역시회
- 강원특별자치도회
- 대전세종회
- 충청남도회
- 충청북도회
- 부산광역시회
- 대구경북회
- 경상남도회
- 울산광역시회
- 전북특별자치도회
- 광주전남회
- 제주특별자치도회

##### 분과위원회
- 총무위원회
- 정책위원회
- 법제위원회
- 재무위원회
- 학술위원회
- 홍보위원회
- 연수위원회
- 국제위원회
- 정보통신위원회
- 대외협력위원회

##### 산하단체
- 보건회
- 임상회

##### 특별위원회
- 노인장애인구강보건특별위원회

- 구강보건교육사업단
- 치위생정책연구소
- 한국치과위생사교육협의회
- 한국치위생학교육평가원

##### 학회
- 대한치과위생학회
- 한국치위생학회
- 한국치위생과학회
- 한국치위생감염관리학회